# The Code Is Red… Long Live the Code
Albums de Napalm Death
Leaders Not Followers Part. II Smear Campaign
The Code Is red... Long Live the Code est le douzième album du groupe Napalm Death. Cet album marque un retour à des influences plus Death metal. Cependant, la musique est proche du thrash metal mélangée au phrasé deathgrind.

## Liste des titres
1. Silence Is Deafening
2. Right You Are
3. Diplomatic Immunity
4. The Code Is Red... Long Live The Code
5. Climate Controllers
6. Instruments Of Persuasion
7. The Great And The Good
8. Sold Short
9. All Hail The Grey Dawn
10. Vegetative State
11. Pay For The Privilege Of Breathing !
12. Pledge Yourself To You
13. Striding Purposefully Backwards
14. Morale
15. Our Pain Is Their Power

Jello Biafra des Dead Kennedys Jamey Jasta de Hatebreed et Jeff Walker de Carcass font diverses apparition tout au long de l'album.

## Formation
- Mark "Barney" Greenway - Chant
- Mitch Harris - Guitare
- Shane Embury - Basse
- Danny Herrera - Batterie

## Pressages et versions
- Version japonaise avec 2 titres bonus: Losers et Crash the Pose.
- La version Digipack limitée européenne contient le titre bonus Looser et le clip vidéo de Morale. Elle possède aussi une pochette différente.
- Une version 12" vinyl limitée à 1000 copie avec poster couleur est sortie.